# Tsuruko Yamazaki
Tsuruko Yamazaki (japanisch 山崎 つる子 Yamazaki Tsuruko; * 1925 in Ashiya, Präfektur Hyōgo; † 2. Juni 2019) war eine japanische Künstlerin und ein zentrales Mitglied der Gutai Art Association, einer japanischen avantgardistischen Künstlergruppe, die 1954 gegründet wurde. Sie blieb das einzige weibliche Gründungsmitglied, das von Beginn bis zur Auflösung der Gruppe 1972 aktiv war. Tsuruko Yamazakis Werk ist geprägt von Experimenten mit unkonventionellen Materialien und innovativen Techniken, die die Grenzen traditioneller Kunst erweiterten.

## Leben
Tsuruko Yamazaki schloss 1948 ihr Studium an der Universität des Heiligen Herzens in Nishinomiya ab. Dort lernte sie Jirō Yoshihara kennen, einen Mitbegründer der Gutai-Gruppe, der ihre Entwicklung maßgeblich beeinflusste. Sie begann mit Materialien wie Zinn, Spiegeln und Vinyl zu arbeiten, die sie mit Anilinfarben behandelte, um farbige und reflektierende Oberflächen zu schaffen. Später integrierte sie auch Lichtinstallationen in ihre Werke, um die Materialität ihrer Kunst zu unterstreichen.

## Werk
Tsuruko Yamazakis Kunst war stark von den Prinzipien der Gutai-Gruppe beeinflusst, die die physische Erfahrung und die Autonomie der Materialien betonte. Ihre Werke reichten von abstrakten Metallreliefs über farbenfrohe Kompositionen bis hin zu späteren Arbeiten, die Elemente der Pop Art aufgriffen. Eine Besonderheit war ihre Arbeit mit Zinnplatten, die sie durch Dripping-Techniken und Farbschichten in ein dynamisches Wechselspiel von Licht und Farbe verwandelte.

## Vermächtnis
Neben ihrer künstlerischen Tätigkeit setzte sich Tsuruko Yamazaki für die Reform der Kunsterziehung ein. Sie schrieb mehr als 60 Artikel in der Zeitschrift „Kirin“, um die Kreativität und das unabhängige Denken von Kindern zu fördern. Ihre künstlerische Neugier und ihr Engagement für die Kunst machen sie zu einer der wichtigsten Figuren der japanischen Nachkriegsavantgarde.

## Ausstellungen
Obwohl sie die einzige Künstlerin war, die der Gutai-Gruppe von ihren Anfängen bis zu ihrer Auflösung angehörte, erlangte sie erst später internationale Anerkennung. Ihre Arbeiten wurden in Einzel- und Gruppenausstellungen sowie in vielen großen Überblicksausstellungen über moderne und zeitgenössische japanische Kunst gezeigt, darunter Japanese Art after 1945: Scream Against the Sky (Yokohama Museum of Art, 1986), Gutai: Splendid Playground (Guggenheim Museum, New York, 2013) sowie auf der 45. und 53. Biennale von Venedig (1993 bzw. 2009).

## Öffentliche Sammlungen
Ihre Werke befinden sich in bedeutenden Institutionen wie dem Museum of Modern Art (MoMA), New York; The Hirschhorn Museum and Sculpture Garden, Washington, D.C.; Ashiya City Museum of Art and Sculpture Garden, New York. Ashiya City Museum of Art and History, Japan; Hyogo Prefectural Museum of Modern Art, Japan; Kanazawa 21st Century Museum of Art, Japan; Kitakyushu Municipal Museum of Art, Japan; National Museum of Art, Osaka, Japan; Osaka City Museum of Modern Art, Japan; Takamatsu City Museum of Art, Japan; The Miyagi Museum of Art, Japan.